# Tanta
Tanta (arab. طنطا, Ţanţā) – miasto w północnym Egipcie, stolica muhafazy Prowincja Zachodnia, w delcie Nilu. Położone jest 94 km na północ od Kairu i 130 km na południowy wschód od Aleksandrii. Liczba mieszkańców: 443 tys. (2003).
Ośrodek przemysłu tekstylnego, spożywczego i rafineryjnego, ważny węzeł komunikacyjny. Siedziba uniwersytetu Tanta.
Najważniejszym zabytkiem jest meczet i mauzoleum Ahmada al-Badawi z XIII wieku, będące celem pielgrzymek muzułmanów.